# Jan Mazur (biskup)
Jan Mazur (ur. 5 czerwca 1920 w Płoskiem, zm. 26 września 2008 w Siedlcach) – polski duchowny rzymskokatolicki, biskup pomocniczy lubelski w latach 1961–1968, biskup diecezjalny siedlecki w latach 1968–1996, od 1996 biskup senior diecezji siedleckiej.

## Życiorys
Pochodził z rodziny rolniczej. W latach 1944–1949 studiował w Wyższym Seminarium Duchownym Diecezji Lubelskiej w Krężnicy Jarej i Lublinie. Święcenia kapłańskie przyjął 26 czerwca 1949 w Lublinie z rąk Zdzisława Golińskiego, biskupa pomocniczego lubelskiego. W latach 1949–1952 pracował jako wikariusz w Bychawie, następnie w Lublinie-Zemborzycach. Uzupełniał studia na Katolickim Uniwersytecie Lubelskim, gdzie w 1954 obronił magisterium, a w 1956 doktorat. Wykładał metafizykę i teologię pastoralną w Wyższym Seminarium Lubelskim, gdzie był również lektorem łaciny. W kurii biskupiej w Lublinie pełnił funkcję sekretarza Wydziału Duszpasterstwa.
W kwietniu 1961 został mianowany biskupem pomocniczym lubelskim ze stolicą tytularną Bladia. Sakrę otrzymał 6 sierpnia 1961 w Lublinie z rąk biskupa lubelskiego Piotra Kałwy. Jako dewizę biskupią przyjął słowa „Magnificat anima mea Dominum” (Wielbi dusza moja Pana). Był wikariuszem generalnym i diecezjalnym wizytatorem zakonów.
Po śmierci Ignacego Świrskiego został mianowany w październiku 1968 biskupem diecezjalnym siedleckim. Ingres do katedry w Siedlcach odbył 17 listopada 1968. Zasłużył się w diecezji szczególnie w budownictwie sakralnym, z jego inicjatywy powstało nowe seminarium duchowne. W latach 1965–1988 przewodniczył Komisji Episkopatu Polski ds. Trzeźwości (później był wiceprzewodniczącym), był również opiekunem krajowego duszpasterstwa osób niewidomych oraz członkiem Komisji Charytatywnej Episkopatu. Na wiosnę 1984 zaangażował się w sprawę walki o krzyże w Zespole Szkół Rolniczych w Miętnem koło Garwolina. Solidaryzując się z młodzieżą podjął protest głodowy. Rozmawiał z władzami wojewódzkimi, interweniował u najwyższych władz PRL. Jego nieustępliwość i zdeterminowanie przyczyniły się do powrotu krzyży do szkoły (strajk szkolny w Miętnem w 1984). Opublikował m.in. Listy pasterskie (1986). Wiele z listów pasterskich i odezw poświęcił walce z alkoholizmem. Po osiągnięciu wieku emerytalnego złożył rezygnację z rządów diecezją i przeszedł w stan spoczynku w marcu 1996. Jego następcą został Jan Wiktor Nowak.
W 1963 uczestniczył w II sesji soboru watykańskiego II.
Odznaczony m.in. Medalem Polonia Mater Nostra Est (1997).